# بال‌پرنده‌ای ریپون
بال‌پرنده‌ای ریپون (نام علمی: Troides hypolitus) نام یک گونه از تیره پروانه‌های دم‌چلچله‌ای است.